# Стихотворения, 1929—1951
«Стихотворения, 1929—1951» — сборник стихотворений В. В. Набокова, опубликованный после Второй мировой войны в Париже, включает 15 стихотворений. Объём сборника 45 страниц.

## История создания
После 1929 года Набоков писал стихи редко. По-видимому, около 1945 года он готовил к публикации так и несостоявшийся сборник из 29 русских стихотворений.
Глеб Струве, который одним из первых предпринял попытку систематического анализа стихов Набокова, считал, что в развитии Набокова-поэта присутствует отчеливый перелом. Между ранними стихами Сирина и поздними Набокова лежит пропасть. По мнению Струве, если в юности Набоков-Сирин был  «поэтическим старовером», склонявшимся к поэтики «в лучшем случае Фета и Майкова, а в худшем — Ратгауза», то в зрелые годы ему близки Пастернак, Ходасевич, иногда Белый, Мандельштам и Поплавский. Именно этот переход к новой для Набокова поэтике характеризует сборник "Стихотворения, 1929—1951".
При мучительном переходе прозаика Набокова с русского языка на английский, русские стихи стали играть особую роль. Об этом Набоков шутливо писал Роману Гринбергу: «...у меня с моей русской музой тяжёлые, трагические счёты, о которых идиоты, писавшие обо мне <...>, не только не догадываются, но не имеют того аппарата, чтобы представить себе мои<х> отношений с русской словесностью, — и те совершенно бредовые ощущения, которые возбуждает в<о> мне практическая невозможность писать мои книги по-русски. <...> Когда уж совсем невыносимо пучит, пытаюсь ответриться небольшими стихами. Всё это не так просто».

## Содержание
- «Я помню твой приход: растущий звон…», 13 сентября 1929; Берлин
- Вечер на пустыре, 31 июля 1932; Берлин
- Как я люблю тебя, 17 апреля 1934; Берлин
- На закате, 1935; Берлин
- L’Inconnue de la Seine, <28 июня> 1934; Берлин
- Что за ночь, 1938; Ментона
- Мы с тобою так верили, <Январь> 1939; Париж
- Поэты, <Январь> 1939; Париж
- «Отвяжись – я тебя умоляю!», 16 сентября 1939; Париж
- Слава, 22 марта 1942; Уэльслей, Масс.
- Парижская поэма, 1943; Кембридж, Масс.[a]
- Каким бы полотном, <2 апреля 1943>; Кембридж, Масс.[b]
- О правителях, 1944; Кембридж, Масс.[c]
- К кн. С. М. Качурину, <Март> 1947; Кембридж, Масс.[d]
- Был день как день, 1951; Итака, Нью-Йорк.

## Комментарии
1. ↑  По словам Набокова, начало стихотворения отражает: "хаотичное, неясное волнение, когда в сознании поэта брезжит только ритм творения, а не его непосредственный смысл"[5].
2. ↑  В 1943 году нью-йоркский просоветский журнал "Новоселье" обратился к Набокову с просьбой что-нибудь написать для них. Набоков откликнулся гневным антисталинским стихотворением и отправил его в журнал[6]:76.
3. ↑  Стилизация под В. Маяковского, написана одновременно с рассказом "Двуличный разговор" (см. Девять рассказов) под впечатление от неожиданной встречи с Марком Слонимом, которого Набоков подозревал, возможно, несправедливо в просоветских симпатиях[6]:76.
4. ↑  Биограф Набокова Брайан Бойд датирует это стихотворение февралём 1947 года. Это последнее длинное стихотворение Набокова на русском языке. Стихотворение написано в виде письма из Ленинграда. Оно посвящено сквозной теме набковской прозы, воображаемой тайной поездке в Россию. Главный герой, поэт, по совету князя Качурина отправляется в Россию, переодевшись американским священником[6]:139.